# Pastor
 Ovo je glavno značenje pojma Pastor. Za oznaku vatrogasnih aparata pogledajte Pastor (oznaka).
Pastor je naziv protestantskog vjerskog službenika, a potječe iz latinskog jezika i znači pastir.
Naziv „pastir“ od samih je početaka korišten u kršćanstvu kako bi se njime označilo Isusa koji je viđen kao Dobri pastir (Evanđelje po Ivanu 10). Kasnije je ovaj naslov prihvaćen i za biskupe i njihove pomoćnike, prezbitere, kao osobe koje djeluju u Isusovo ime. U tradiciji reformacije zadržao se taj latinski naziv kao prevladavajući kada se želi označiti vjerskog službenika u nekoj kršćanskoj zajednici, a njegova je uloga predvođenje službe Božje i propovijedanje. Neke protestantske zajednice zajednice umjesto riječi "pastor" koriste termine "dekan" ili "starješina"; Anglikanci pak, koriste riječi "rektor" i "vikar".